# Videcosville
Videcosville ist eine französische Gemeinde mit 88 Einwohnern (Stand 1. Januar 2022) im Département Manche in der Region Normandie. Sie gehört zum Arrondissement Cherbourg und zum Kanton Val-de-Saire. 
Sie liegt in der Landschaft  Val de Saire auf der Halbinsel Cotentin. Nachbargemeinden sind Teurthéville-Bocage im Nordwesten, Quettehou im Nordosten, Octeville-l’Avenel im Südosten und Süden sowie Montaigu-la-Brisette im Westen.

## Bevölkerungsentwicklung
| Jahr      | 1962 | 1968 | 1975 | 1982 | 1990 | 1999 | 2008 | 2018 |
| --------- | ---- | ---- | ---- | ---- | ---- | ---- | ---- | ---- |
| Einwohner | 91   | 77   | 79   | 73   | 69   | 80   | 84   | 83   |

## Sehenswürdigkeiten

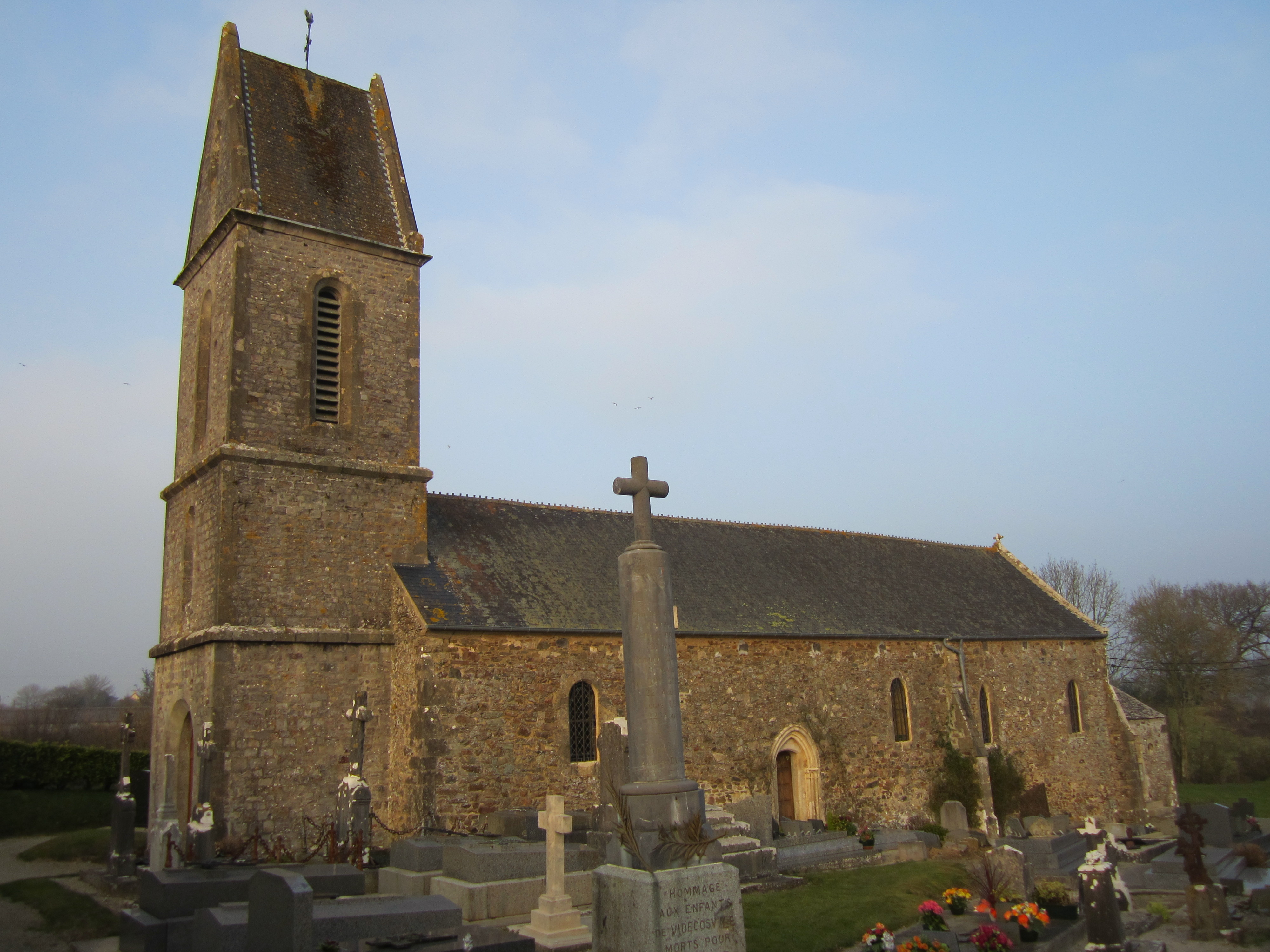
Kirche Saint-Martin

- Kirche Saint-Martin